# 白賴仁·基沙
白賴仁·基沙（英語：Brian Grazer, 1951年7月12日—）是一名美國電影及電視監製，他的母親有猶太血統，父親有德國和愛爾蘭血統。

## 生平
他多次與導演朗·侯活合作，作品包括《阿波羅13號》、《有你終身美麗》、《絕望者之歌》、《伊甸园》；此外，兩人亦是電影公司Imagine Entertainment的創辦人。

## 外部連結
- 白賴仁·基沙在互联网电影资料库（IMDb）上的資料（英文）